# Tolima
Tolima es uno de los treinta y dos departamentos que forman la República de Colombia.  Su capital es Ibagué. Está ubicado en el centro-oeste del país, en la región andina. El río Magdalena atraviesa el territorio de sur a norte.

## Toponimia
El nombre de Tolima provendría del término panche tolima, tulima o dulima - río de nieve o nube)  Las primeras menciones al territorio o personas relacionadas con la palabra Tolima la da Baltasar Maldonado que la mencionan como límite de Ibagué en el acta de los aposentos de Cayma del 26 de agosto de 1551.

«La cual dicha loma va a dar a un Morro Nevado y aguas vertientes a dicha loma, hacia las poblazones de Tolima, y las dichas poblazones de Tolima sea y nombró por terminó de la ciudad de Ibagué»
Baltasar Maldonado.

 Otras menciones se refieren a la historia de una cacica y mohán indígena; Tulima o Yulima, martirizada y ejecutada por los españoles. Era una sacerdotisa, que regentaba una guaca o santuario religioso en cercanías del Cerro Machín y Nevado del Tolima que protegía y administraba las riquezas minerales de estos territorios; esta región es rica en yacimientos de oro. La mohán fue asaltada y hecha prisionera, siendo conducida encadenada hasta Ibagué, en cuya plaza principal se le incineró viva por los conquistadores y mientras agonizaba recibía bendiciones del Padre Cobos para que su alma volara pronto al cielo. Su nombre legendario ha sido conservado por el Departamento como homenaje perenne a su martirio.

## Historia

### Los pijao

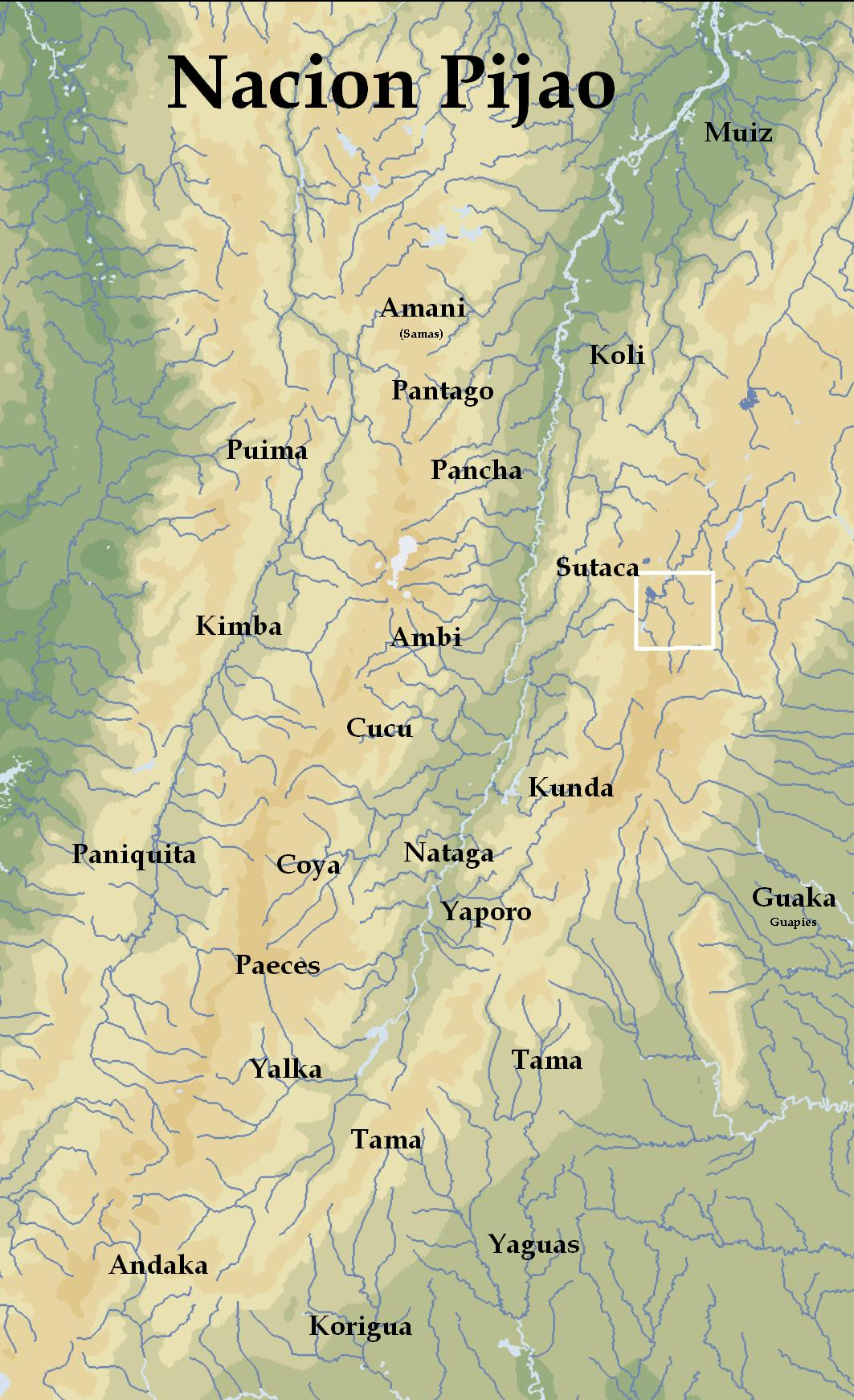
Etnias del Tolima durante la conquista y colonia.

En todo el territorio de este departamento vivían en la época precolombina, los Pijao, cuyos descendientes forman parte del 80% de mestizos y un pequeño grupo de Resguardo indígena que forman parte de su actual población, en América extensos territorios estaban poblados por etnias guerreras que obligaron a realizar divisiones administrativas, el hoy departamento del Tolima quedó incluido en la Real Audiencia de Santa fe de Bogotá, una división administrativa del virreinato del Perú que tenía como principal función administrar "la justicia", sin embargo, se encargó la "administración" y "pacificación" de los territorios Pijao.
Antes de la conquista la región fue poblada por diversas tribus pertenecientes a la familia Caribe. Habitaba estos territorios los grupos Pijao: Ondaimas, Gualies, Marquetones, Lumbies, Palenques (Panches) norte del Tolima en la cuenca del río Gauli; Muizes, (Muizka o Muzos) sur-occidente de Boyacá en la cuenca del río Negro (derrotados y hechos aliados castellanos en 1539); Kolimaes, occidente de Cundinamarca en cuenca oriental del río Magdalena; Panchaes, (Panche) norte del Tolima en la cuenca occidental del río Magdalena; Kundaes, (Kundayes) Departamento del Tolima cuenca del Río Sumapaz; Yaporoges, (Yaporoges o Poinas) Centro del Departamento del Tolima cuenca oriental del Río Magdalena; Ambigues, (Ambigues) Centro del Departamento del Tolima cuenca del Río Cuello. (1550); Kimbaes, (Kimbayas) norte del Valle y Quindío cuenca oriental del río Cauca. (1607); Coyages, (Coyaimas) sur del Tolima cuenca del río Saldaña. (1556); Natagaes, (Natagaimas) sur del Tolima cuenca occidental del Río Magdalena; Paeces, (Nasa) Departamentos de Cauca y Huila. (1562, 1914)

### Conquista, colonización y provincia de Mariquita

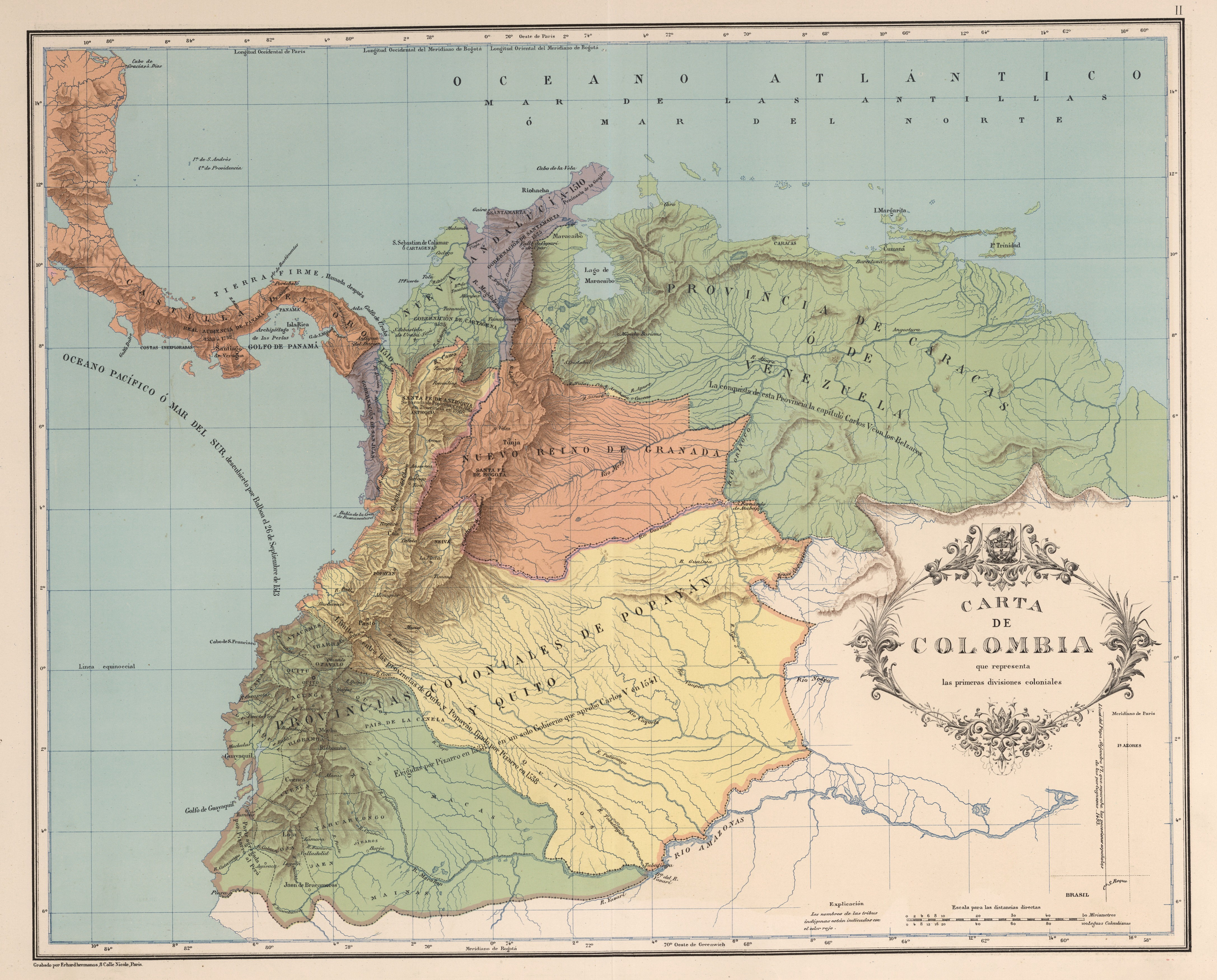
Primeras provincias españolas formadas en el actual territorio de Colombia.

Ya en 1513 Vasco Núñez de Balboa había encontrado el Océano Pacífico lo que permitió que Sebastián de Belalcázar iniciara su ruta conquistadora que llegando por Guayaquil y desde Quito recorrió el macizo colombiano tomando para España en 1536 Cali y en 1537 Popayán, siendo este último el primero en tener contacto con las etnias Caribes del Alto Magdalena en los territorios del Tolima. En su camino, Belarcázar recorre el Río Magdalena hasta el municipio de Flandes teniendo contacto con kolimas, tocaimas, kundayes. Gonzalo Jiménez de Quesada en busca de un lugar imaginario llamado El Dorado funda la ciudad de Bogotá el 6 de agosto de 1538 y que lo trae a territorios del Tolima. En 1550 se inicia la conquista de estos territorios. Para junio de 1550 el encomendero Andrés López de Galarza y Francisco de Trejo inician una campaña militar para tomarse por las armas los territorios del centro del Tolima. El 25 de junio de ese mismo año ya iniciada la campaña los conquistadores llegaron a un lugar que llamaron: “El valle de las lanzas” y fundan el Fuerte de San Bonifacio de Ibagué entrando en contacto con pijaos ambigues, panches, cucuanas, coimas entre todas ellas se contaban más de veinte mil hombres en estado de tomar las armas. El 28 de agosto de 1551 por Francisco Núñez Pedrozo y alcanzó regiones vecinas de la actual ciudad de Mariquita territorios de los pantágoras, panches, marquetones, panchiguas, lumbies, chapaimas, calamoimas, hondas, gualíes, bocanemes, etc., entre todas ellas se contaban más de treinta mil hombres en estado de tomar las armas. Durante la Colonia y por los constantes ataques de las etnias del Tolima al sur del río coello, tuvo mayor preeminencia Mariquita, por ser el lugar de acopio de las explotaciones de oro de la región al ser escogido por la Corona española por su situación geográfica y la riqueza de sus minas de oro y plata además de ser el punto de partida del camino que se usó durante más de dos siglos para subir a Santa Fe de Bogotá y a otros poblados.

### SigloXIX

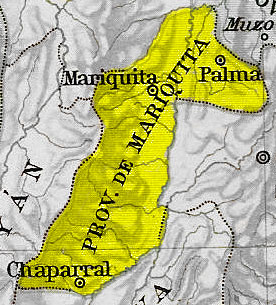
Territorio de la provincia de Mariquita en 1810, mismo que se proclamó independiente como Estado Libre de Mariquita en 1814.

La zona geográfica que hoy comprende el departamento del Tolima hacía parte, en el siglo XIX, de la provincia de Mariquita, la cual declaró su independencia el 22 de diciembre de 1814. En marzo de 1851 se trasladó a Ibagué la capital de la provincia. El 12 de abril de 1856 se creó el departamento. Pero fue en el año de 1861 cuando se creó el Estado Soberano del Tolima para integrar la Confederación Granadina (luego Estados Unidos de Colombia), siendo el único de los nueve que se erigió por la fuerza, motivado tal vez por los intereses caudillistas de Don Tomás Cipriano de Mosquera. Las provincias de Neiva y Mariquita adhirieron a su causa y se independizaron de Cundinamarca. Al señor Mosquera le sucedió Ángel María Céspedes. Ibagué seguía siendo la capital del Estado y solo por un breve lapso lo fue Neiva.
El departamento fue creado jurídicamente mediante Ley 65 de noviembre de 1909. Durante la colonia y el siglo XIX se destacó por ser un centro cultural con la actividad de prestigiosos personajes como Mutis, Humboldt, Bompland, José Eustasio Rivera y otros.

### Evolución político administrativo
Los territorios de las provincias de Neiva (actual Huila) y Mariquita (actual Tolima) han tenido un largo devenir político administrativo:
- 1550: Con posterioridad al establecimiento de la Real Audiencia de Santafé, se adelantó la primera división política de sus territorios, Mariquita y Neiva son designados como Corregimientos. Posteriormente España dividió el territorio del Nuevo Reino de Granada en provincias, denominación que adquieren los territorios de Neiva y Mariquita y que conservan durante el Virreinato y buena parte de la República.
- 1815: Se declaran independientes la Provincia de Mariquita (21 de junio de 1815) y la Provincia de Neiva (31 de agosto del mismo año).
- 1819: La Gran Colombia queda dividida en tres grandes departamentos: Quito, Venezuela y Cundinamarca, a este último quedaron anexadas las provincias de Neiva y Mariquita.
- 1832: Al expedirse la Constitución Política de la Nueva Granada el territorio nacional se dividió en 18 provincias eliminando los viejos departamentos, entre ellas las provincias de Neiva y Mariquita.

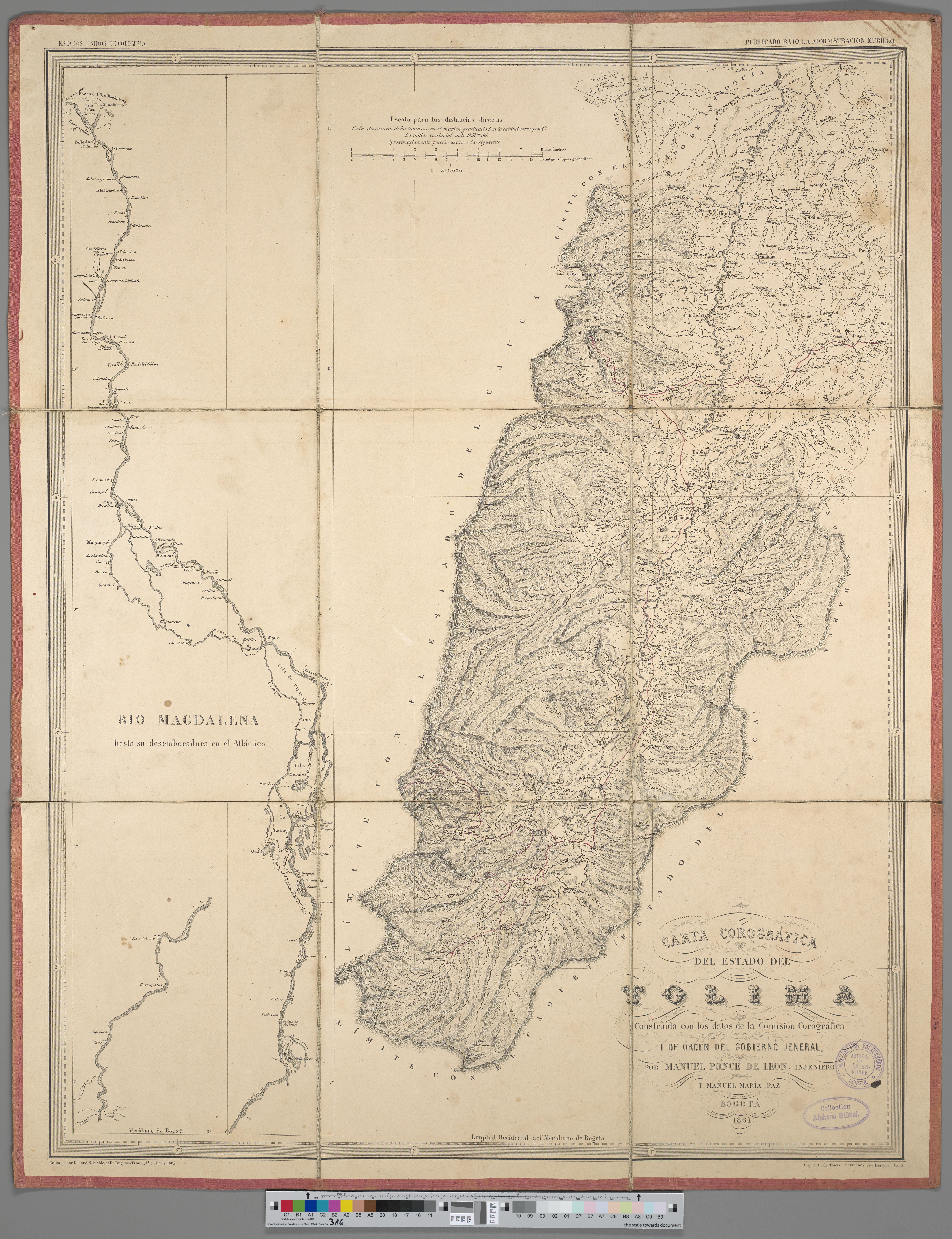
El Estado Soberano del Tolima.

- 1857: Las provincias de Neiva y Mariquita fueron nuevamente anexadas al territorio del Estado Soberano de Cundinamarca, mediante Ley del 15 de junio de 1857, decisión ratificada por las Constituciones del Estado de 1857 y 1858 en tiempo de la Confederación Granadina.
- 1861: El General Tomás Cipriano de Mosquera crea el Estado Soberano del Tolima en abril de 1861; determinación que posteriormente fue convalidada y legalizada por los demás Estados de la Unión Colombiana, a través del artículo 41 del Pacto de la Unión el 20 de septiembre de 1861. A la postre Mosquera fue el primer Presidente que tuvo el Estado Soberano del Tolima, de una lista de cerca de treinta mandatarios que le sucedieron en el poder en un cuarto de siglo.
- 1886: Luego de varios meses de enfrentamientos armados entre partidarios del liberalismo radical y seguidores de la regeneración política encabezada por el presidente Rafael Núñez, esta fracción política derrotó militarmente a sus opositores, convocando a una Asamblea Constituyente la que expidió la Constitución Política de 1886; a través de esta los estados soberanos pasan a ser nuevas unidades político administrativas llamados departamentos, herederos de la misma jurisdicción y límites de los Estados Soberanos previos.
- 1905: Por medio de la ley 46 de 1905 se crea con la parte sur del gran Tolima el actual Departamento del Huila, y con parte del norte del territorio de Tolima se crea Caldas.

## Geografía

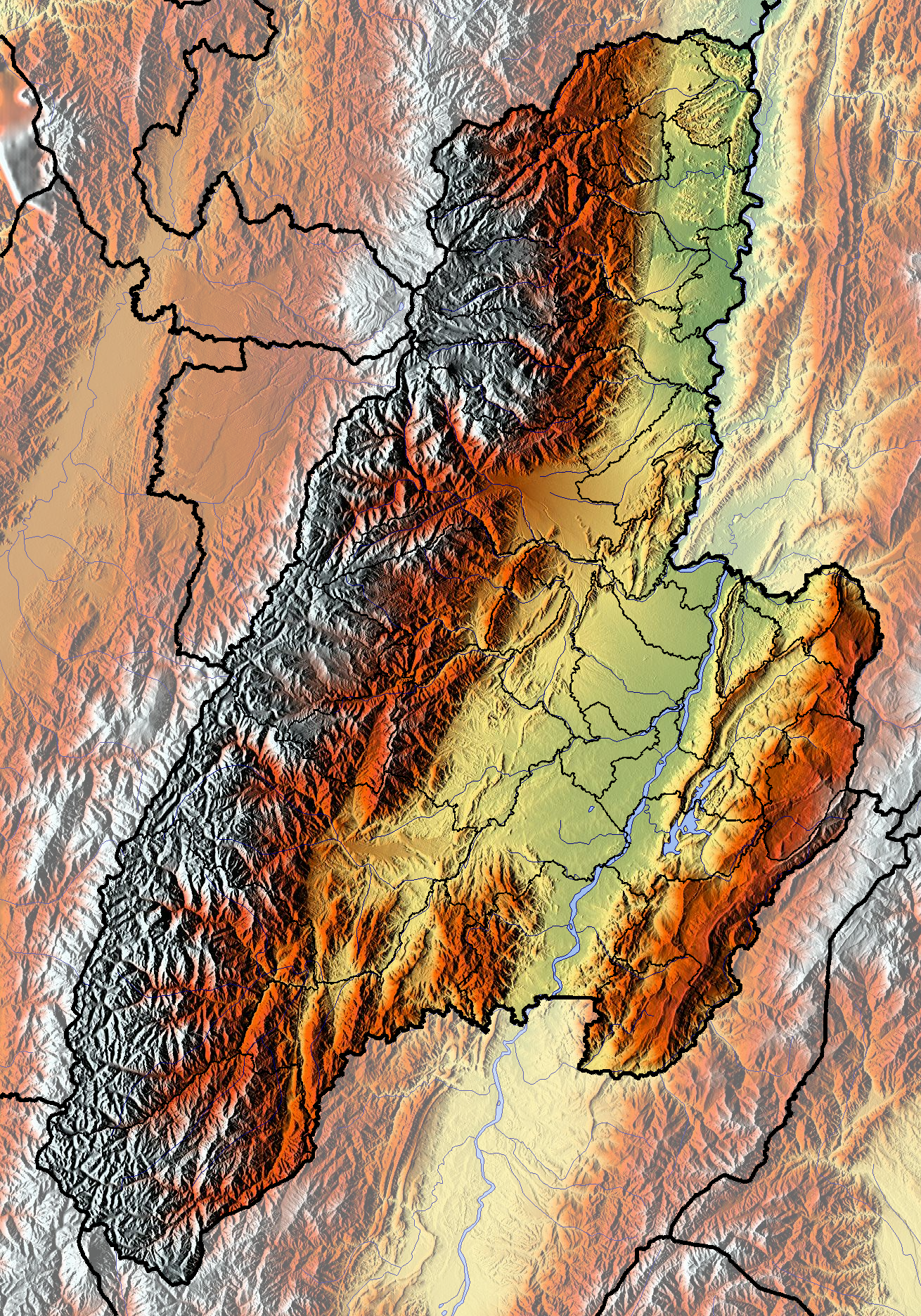
Mapa físico del Tolima.

### Límites
Tolima está delimitada por los siguientes departamentos:
| Noroeste: Risaralda y Quindío (Parque nacional natural Los Nevados) | Norte: Caldas | Nordeste: Cundinamarca (Ríos Magdalena y Sumapaz)     |
| Oeste: Valle del Cauca (Parque nacional natural Las Hermosas)       |               | Este: Límite entre Cundinamarca y Huila (Río Riachón) |
| Suroeste: Cauca (Parque nacional natural Nevado del Huila)          | Sur: Huila    | Sureste: Huila (Río Cabrera)                          |

### Fisiografía
Por estar el departamento del Tolima situado en la región del ecuador, no presenta ciclo estacional, pero disfruta de todos los niveles térmicos de montaña. Con cumbres nevadas a más de 5000 metros de altitud con las temperaturas bajo cero como el Nevado del Huila, el Nevado del Tolima, y le pertenecen el Parque nacional Natural Las Hermosas, parque natural Nevado del Huila, y zonas calurosas, en amplios valles por debajo de los 400 metros de altitud que alcanzan valores térmicos superiores de 40 grados C. El departamento del Tolima está definido por dos tipos de regiones geográficas: la primera una plana el valle seco del río Magdalena que lo recorre de norte a sur y otra de laderas que forma la vertiente oriental de la Cordillera Central y occidental de la Cordillera Oriental.

### Esquema tectónico

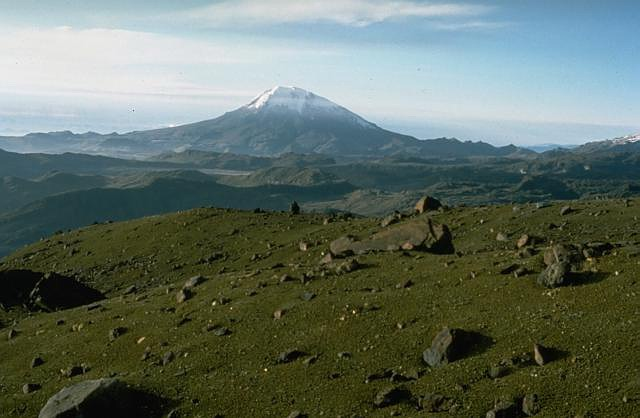
Nevado del Tolima, que le da su nombre al departamento.

El departamento del Tolima se asienta en su mayor parte en la Provincia Litosférica Continental Mesoproterozoica Grenvilliana (PLCMG) de la que hace parte la cordillera central, cordillera oriental de Colombia y sierras de Santa Marta y de la Macarena. Su territorio en mayor parte está situado sobre depósitos mesozoicos del triásico tardío (T3) y jurásico temprano (J1).
Cruzan de sur a norte el departamento del Tolima fallas de gran magnitud. La falla de Algeciras y su rama la Falla de Altamira que llega hasta la ciudad de Bogotá en el costado oriental del departamento.
En el centro del departamento y al sur la Falla de la Pava y la Falla la Salina que nace en las estribaciones del Volcán Nevado del Huila y sigue el curso del río Magdalena y llega hasta los departamentos de Santander y Cesar.
Al occidente unidas a la Falla Cauca Almaguer, la falla la Palestina en el límite occidental del departamento siguiendo la cordillera Central con sus anexas la Falla Silvia Pijao y la Falla de San Jerónimo, relacionada con los volcanes nevados del Tolima y Ruiz y de la que se desprende la falla de Ibagué, relacionada con el Volcán Cerro Machín y que se continúa como la Falla de Honda que por la Falla Viani se unen a la falla de Bituima y Cambao que forma parte de la Salina

### Hidrografía

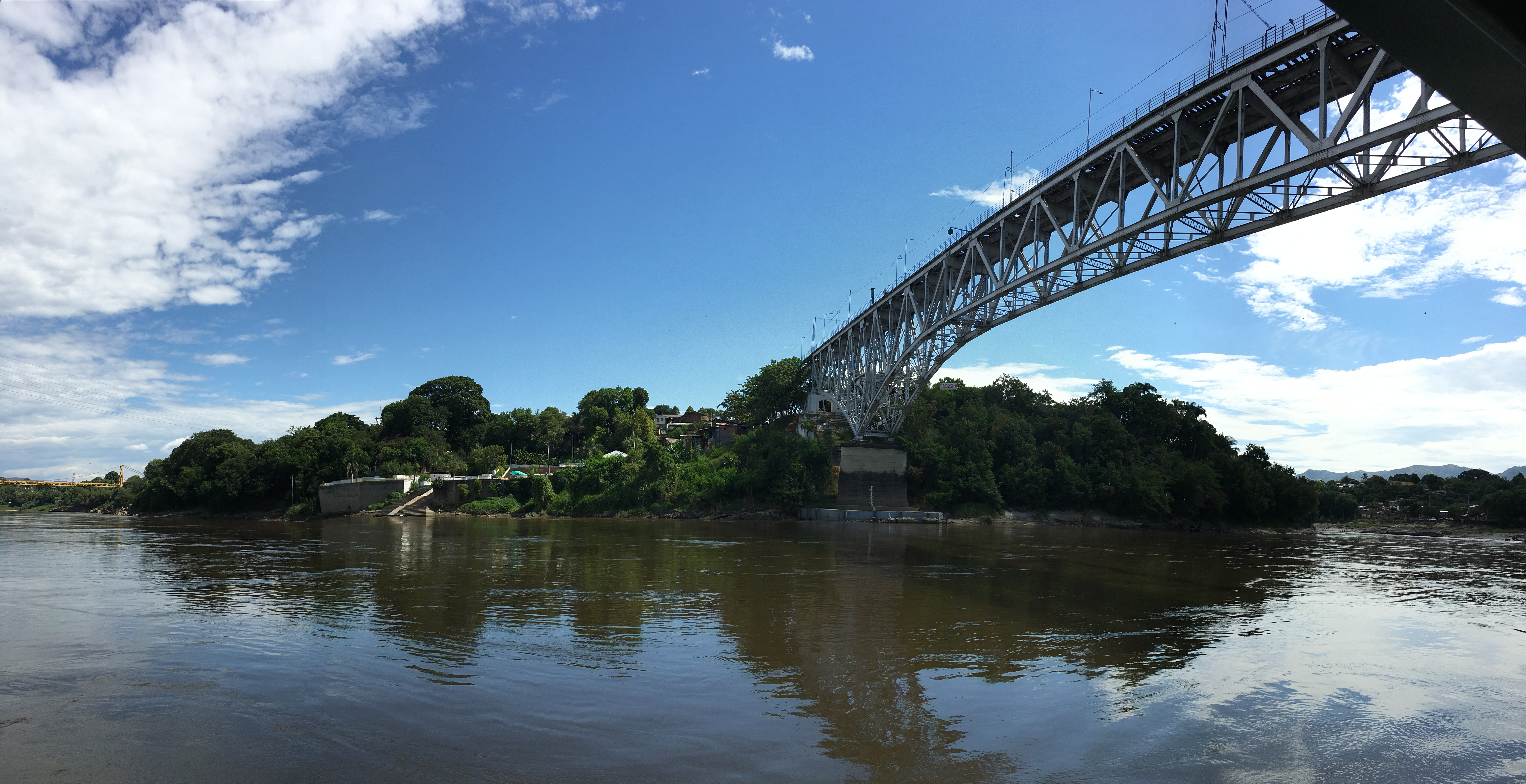
Río Magdalena.

El territorio del Tolima es atravesado de sur a norte por el río Magdalena. Pertenecen al departamento del Tolima algunos afluentes mayores del río Magdalena como el río Saldaña con un área de influencia de 9.800 km², que equivale al 41,5% de área departamental, el más largo del departamento y el de mayor caudal con su distrito de riego, que alimenta los cultivos en los municipios de Saldaña y Purificación y sus afluentes río Cucuana, el río Luisa y río Amoya.
El río Coello con un área de influencia de 2000 km², y sus afluentes río Cocora, río Combeima y río Anaime con su distrito de riego para los municipios de El Espinal y Guamo. El río Recio y su distrito de riego para los municipios Guayabal y Ambalema, todos estos nacidos de la vertiente oriental de la Cordillera Central. El municipio de Prado cuenta con la Hidroeléctrica de Prado, con un área aproximada de 34 km² es la represa de agua dulce más grande del centro del país y un importante centro turístico, es alimentada por los ríos Prado y río Cunday, vierte sus aguas al río Magdalena como río Prado, sus aguas nacen en la vertiente occidental de la Cordillera Oriental. Cabe señalar otros como el río Cabrera en su margen norte, el río Tetuán, el río Gualí en su margen sur, el río Sabandija, el río Lagunilla, El río Opía, el río Anchique, el río Chenche, el río Atá y río Totare.

### Parques naturales
Pertenecen al departamento del Tolima varios parques naturales nacionales que son reserva de agua, flora y fauna son estos:
Parque nacional natural Los Nevados
Parque nacional natural Las Hermosas
Parque nacional natural Nevado del Huila

## División político-administrativa
El departamento del Tolima agrupó a sus municipios, para una mejor administración de sus recursos, en las siguientes subregiones: Ibagué, Nevados, Norte, Oriente, Sur y Suroriente.

### Rama judicial
Está representado por el Tribunal Administrativo del Tolima con sede en la ciudad de Ibagué, con comprensión territorial judicial sobre el Departamento Tolima y el municipio de Beltrán, en Cundinamarca y conformado por diez (10) Circuitos Judiciales Administrativos (con sus respectivas sedes en sus municipios) así:
- Ibagué: comprende los municipios de Alvarado, Cajamarca, Ibagué, Piedras, Rovira, Roncesvalles y Valle de San Juan.
- Chaparral: comprende los municipios de Ataco, Chaparral, Planadas, Rioblanco y San Antonio.
- Espinal: comprende los municipios de Coello, Espinal, Flandes y Suárez.
- Fresno: comprende los municipios de Casablanca, Fresno y Herveo.
- Guamo: comprende los municipios de Coyaima, Guamo, Natagaima, Ortega, Saldaña y San Luis.
- Honda: comprende los municipios de Falán, Honda, Mariquita y Palocabildo.
- Lérida: comprende los municipios de Ambalema, Anzoátegui, Armero, Lérida, Santa Isabel, Venadillo; incluye a Beltrán (Cundinamarca).
- Líbano: comprende los municipios de Líbano, Murillo y Villahermosa.
- Melgar: comprende los municipios de Carmen de Apicalá, Cunday, Icononzo, Melgar y Villarica.
- Purificación: comprende los municipios de Alpujarra, Dolores, Prado y Purificación.

## Demografía
Los municipios más poblados del departamento son:
| Evolución de la población del departamento del Tolima (1912-2025)         |
|                                                                           |
| Población según censo. Población según proyección.Fuente: Statoids. DANE. |

### Etnografía
- Mestizos (48,46%)
- blancos (46,10%)
- Amerindios (4,32%)
- Negros o afrocolombianos (1,22%)

Hay familias descendientes de alemanes (2.ª y 3.ª generación), ingleses (2.ª y 3.ª generación), españoles (1.ª, 2.ª y 3.ª generación), estadounidenses (1.ª generación). En los últimos 10 años ha aumentado gran cantidad de orientales. Han emigrado gran cantidad de indígenas ecuatorianos a la zona central de Colombia (entre ellos a Ibagué) en busca de empleo y mejores oportunidades.
El departamento del Tolima tenía para el censo de 2005 un total de 1.365.342 habitantes.

### Inmigración
El más reciente censo general de la nación, realizado por el Departamento Administrativo Nacional de Estadística de Colombia (DANE) en 2018, presenta los siguientes resultados acerca del país de nacimiento de los habitantes del departamento de Tolima:
| N.º        | País           | Población |
| ---------- | -------------- | --------- |
| 1          | Venezuela      | 9 697     |
| 2          | Ecuador        | 231       |
| 3          | España         | 224       |
| 4          | Estados Unidos | 178       |
| 5          | México         | 67        |
| 6          | Argentina      | 66        |
| 7          | Perú           | 56        |
| 8          | Brasil         | 50        |
| 9          | Chile          | 45        |
| 10         | Costa Rica     | 38        |
| No informa | No informa     | 106       |
| Otros      | Otros          | 417       |
| Total      | Total          | 11 175    |

## Economía

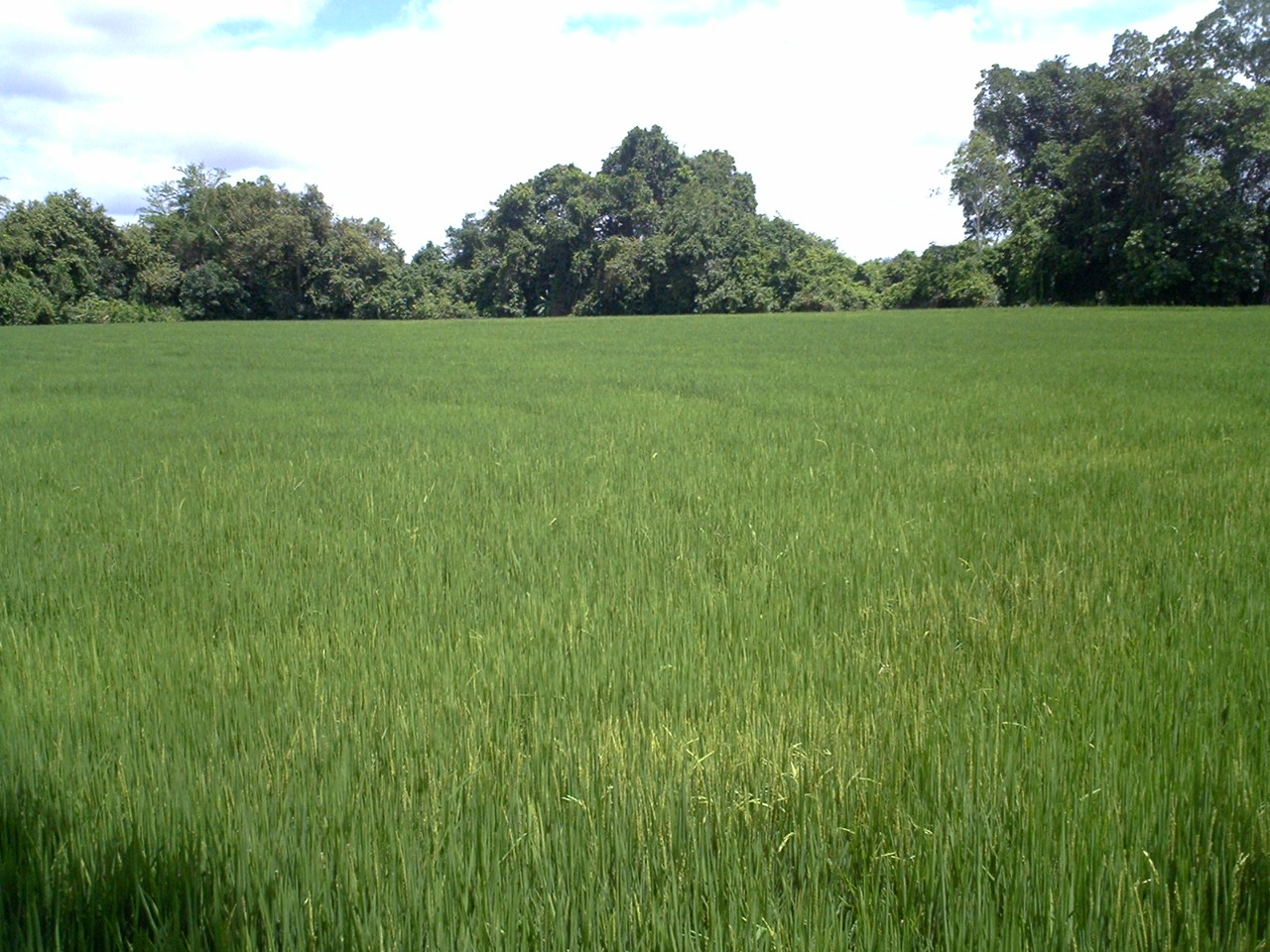
Cultivo de arroz en Saldaña.

Para comprender la economía del departamento se debe resaltar que antes de la conquista la explotación del oro (del cual una parte es explotado de manera ilegal para beneficio de bandas criminales y mineros informales) y el cultivo del tabaco fueron los impulsores de su desarrollo,  las características geográficas del valle alto del río Magdalena solo permitían el cultivo de pancoger y el de tabaco, algodón y maíz y de manera intensiva . Luego durante casi trescientos años prosperó la minería en el departamento con centro en el municipio de Mariquita y con desarrollos en el cultivo del maíz, algodón y tabaco este último hasta su industrialización y exportación, que tuvo como foco el municipio de Ambalema. Aparece la actividad ganadera y el cultivo del café que son incorporados a la economía por criollos y mestizos en las laderas de las cordilleras.

### Agroindustria

Trayectoria del túnel terminado de La Línea, entre las ciudades de Calarcá (Quindío) y Cajamarca (Tolima).

Para principios del siglo XX fueron factor de desarrollo el maíz y tabaco este último hasta su industrialización y exportación a Europa a manera de “tabaco inglés” procesados en La Factoría (o Casa de la Logia) construida en 1916, la Casa Inglesa, la Casa Amurallada en el municipio de Ambalema. Luego se desarrollan los distritos de riego de los ríos Saldaña Coello y Recio que a lo largo del Tolima que permiten el cultivo del arroz y algodón en vastas extensiones del departamento con centro en el municipio de El Espinal siendo entonces la agroindustria el polo de desarrollo para el departamento haciéndolo primer productor de arroz, segundo de algodón. La cultura del café de la que el departamento del Tolima es su tercer productor a nivel nacional tiene asiento en los municipios de montaña destacando los de Líbano, Anzoátegui, Santa Isabel, Ibagué, Murillo, Chaparral, Roncesvalles, Dolores y Planadas, entre otros
Tiene el departamento gran riqueza piscícola por extracción de fuentes naturales como el río Magdalena y Saldaña y como industria de la acuicultura establecida en el embalse eléctrico de Prado. Se cuenta también entre los departamentos con hatos ganaderos con diversidad en razas puras para la producción de carne o de quesos en Roncesvalles y leche para el consumo nacional.

### Turismo
Con el turismo como industria verde, el departamento del Tolima desarrollo centros turísticos de importancia en los municipios denominados de “Tierra Caliente”, que cuentan con parques acuáticos, ráfting en el río Sumapaz de Melgar, Carmen de Apicalá, Coello, Flandes y Suárez. Al norte del departamento con Mariquita, Honda, Ambalema y Falan con el turismo histórico colonial en combinación con parques acuáticos. Al sur encontramos turismo de tierra caliente con la represa de Prado enfocada a la pesca deportiva y los deportes náuticos enmarcado en expresiones amerindias regionales en cerámica donde resalta la de la chamba y la cestería, elaboradas por las comunidades indígenas pijao y con paisajes como el Cerro del Pacandé y el Desierto de la Tatacoa en la margen occidental enarcado en el valle del Río Magdalena en el municipio de Natagaima. En el centro del departamento los municipios de Ibagué, Murillo y Líbano con el Parque nacional de los Nevados promueven el turismo de carácter ecológico y deportes de montaña como la escalada.

### Minería
La riqueza mineral en oro del departamento se reconoce desde periodos prehispánicos cuando las etnias Pijao comerciaban este material y fabricaban herramientas y elementos de oro para uso personal, con la explotación permanente en la colonia y por más de 500 años han agotado algunas de sus fuentes, en la actualidad se ejerce la minería, con la explotación artesanal del oro de aluvión en el municipio de Coyaima, Ataco sobre el río Saldaña o Amoya y la explotación de socavón en las vertientes de la Cordillera Central y se han descubierto nuevos yacimientos. Sus reservas de oro están siendo exploradas por la empresa AngloGold Ashanti, el proyecto se desarrolla en el área denominada La Colosa en inmediaciones del municipio de Cajamarca. Este proyecto ha generado interés regional por su magnitud, generación de empleo y por las enormes regalías que podría dejar si se explota, aunque con bastantes preocupaciones respecto al impacto negativo que dicha explotación podría generar en el medio ambiente.

### Industria textil
La agroindustria del algodón propicio el desarrollo de la Industria textil en el departamento con centros industriales textiles en la ciudad de Ibagué. La industria del Tolima, tal como ha venido sucediendo con el país, viene perdiendo participación en el PIB, mientras que los servicios ganan más relevancia, fenómeno conocido por los investigadores como desindustrialización. Dentro del sector servicios sobresalen el comercio, la administración pública y otros servicios a la comunidad.

## Símbolos

### Himno
- Wikisource contiene documentos digitalizados sobre: Himno de Tolima (Colombia).

El Bunde Tolimense, cuya música fue compuesta por el maestro Alberto Castilla y Nicanor Velásquez Ortiz agregó versos, es cantado en todos los actos protocolarios del Tolima. Mediante ordenanza número 023 del 21 de junio de 2001, fue declarada como letra oficial del himno del departamento del Tolima, el bunde tolimense fue compuesto en el municipio de El Espinal, donde en el centro de la cabecera municipal, se posa una escultura como tributo a este.

### Escudo

Escudo del departamento del Tolima

Fue adoptado por Ley del 7 de diciembre de 1815, en Honda, por las Cámaras Unidas de la Provincia de Mariquita, sancionada por el prócer José León Armero, gobernador y comandante general. En 1861, se adoptó para el Estado Soberano del Tolima, mediante Decreto del 12 de abril, firmado por el general Tomás Cipriano de Mosquera, según consta en el registro oficial n.º 12 del 7 de septiembre de 1861.

### Bandera

Bandera del departamento del Tolima

La bandera es un bicolor vinotinto sobre oro. Adoptada por el Departamento del Tolima, consta de dos franjas en sentido horizontal, una de color vinotinto y la otra de color amarillo. 

«Para ser gentiles hombres, pintanse con bija que es una cosa colorada»
Fernando de Oviedo

 El vinotinto representa el color de la bija que utilizaban los nativos precolombinos sobre su piel. y el amarillo representa el oro y las riquezas del departamento.

## Tradiciones

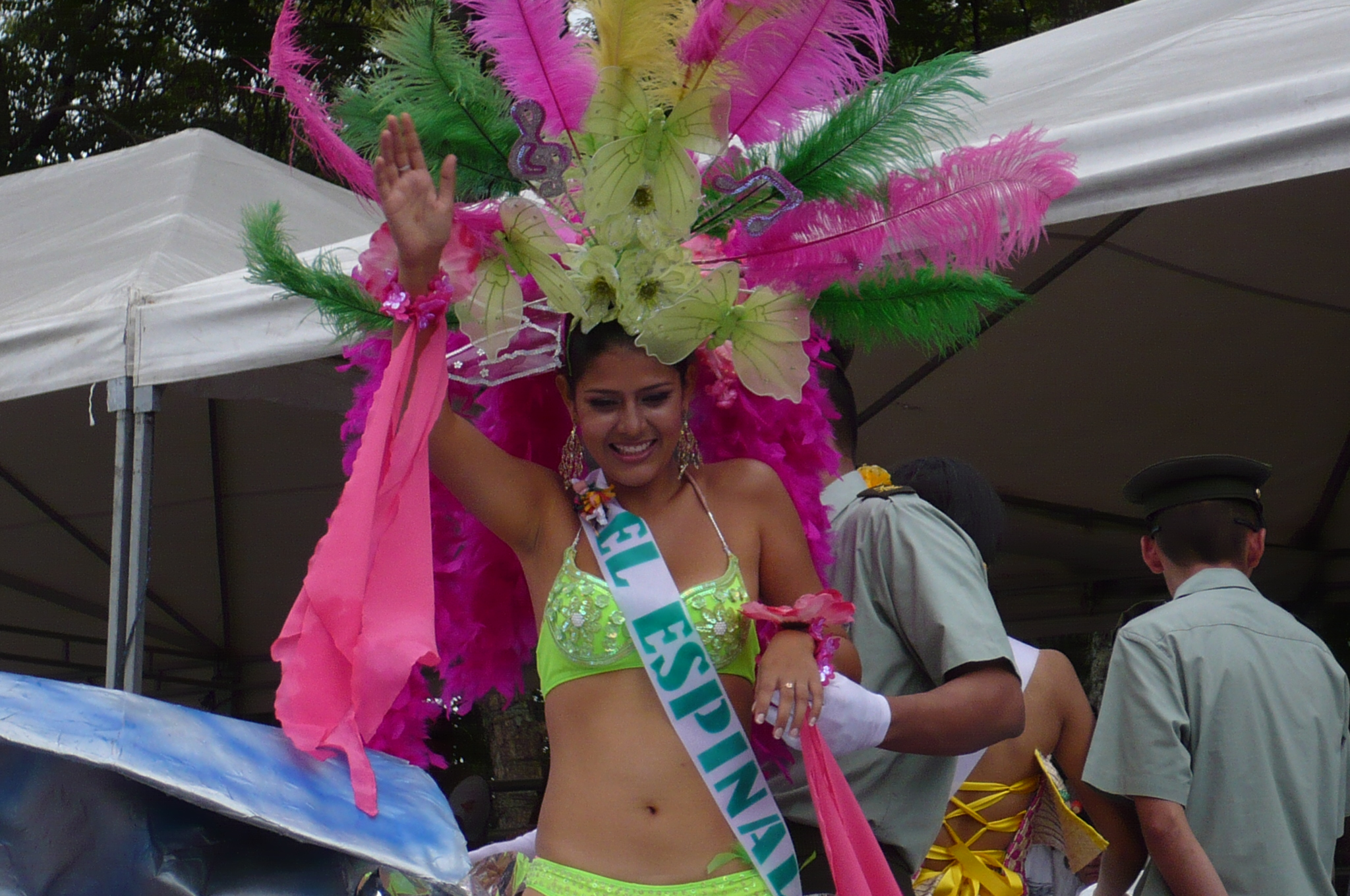
Festival Folclórico Colombiano

La música es la expresión cultural distintiva del Tolima. Su capital, Ibagué, es conocida como la Capital Musical de Colombia con la educación impartida desde el Conservatorio del Tolima de orden Departamental a nivel universitario y el Conservatorio de Ibagué, de orden Municipal, de educación primaria, secundaria y superior técnica, pero también tienen fama las Fiestas de San Pedro en El Espinal, de San Juan en Natagaima, el Festival Nacional de Música "Mangostino de Oro" en Mariquita y en Ibagué el Festival Folclórico colombiano, el Concurso Nacional de duetos "Príncipes de la Canción" y el Concurso Nacional de Composición "Leonor Buenaventura". El Conservatorio de Música de Ibagué es una escuela de músicos reconocida a nivel nacional.

## Educación
El departamento cuenta con una amplia oferta educativa: la Universidad del Tolima, como principal universidad pública con sedes en varias ciudades del departamento, además de la Universidad Nacional Abierta y a Distancia, y en educación superior privada, la 
Universidad de Ibagué, antes denominada Corporación Universitaria de Ibagué, Universidad Cooperativa de Colombia, Universidad Antonio Nariño, Corporación Unificada Nacional de Educación Superior, Universidad Santo Tomás, Pontificia Universidad Javeriana, Corporación Universitaria Remington, Fundación Universitaria San Martín, Universidad Católica de Colombia, Corporación John F. Kennedy, Fundación Universitaria del Área Andina y la Uniminuto.

## Personajes ilustres
El departamento del Tolima ha dado al país gobernantes como: José León Armero, José María Melo, Manuel Murillo Toro, Miguel Abadía Méndez, Alfonso López Pumarejo, Darío Echandía, Gabriel París y Deogracias Fonseca Espinosa; los dos últimos pertenecieron a la junta militar constituida en mayo de 1957.
Los Músicos: Cantalicio Rojas, Gentil Montaña, Garzón y Collazos, Raúl Santi, Luis Enrique Aragón Farkas, Régulo Ramírez, Patrocinio Ortiz, Emeterio y Felipe 'Los Tolimenses' y Silva y Villalba, Oscar Agudelo, Onofre Bonilla, Miguel Antonio Ospina Gómez. También es famoso el ingeniero Eduardo Aldana, quien formó parte de la Misión Nacional de Sabios, presidida por Gabriel García Márquez, e integrada por el gobierno nacional en 1991 para hacer un diagnóstico sobre la educación en Colombia o el reconocido historiador Hugo Viana Castro con documentos históricos completísimos sobre la independencia en el departamento del Tolima.

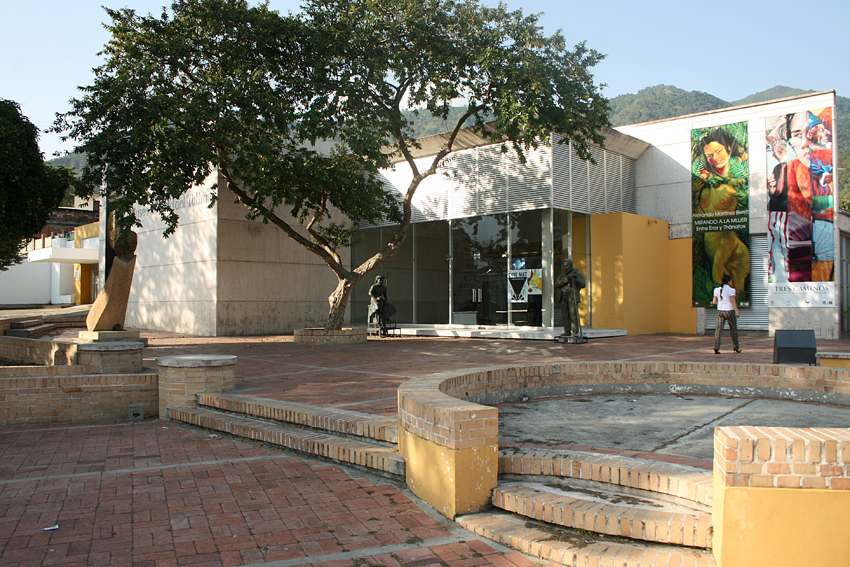
Fachada del Museo de Arte del Tolima.

Sus escritores Albeiro Arias, Diego Fallon, James Cañón, William Ospina, Arturo Camacho Ramírez, Juan Lozano y Lozano, Martín Pomala, Luz Stella, María Cristina Rivera Rojas, Orlando Pardo, Eutiquio Leal, Jorge Eliecer Pardo, Héctor Sánchez, Magil, Benhur Sánchez, Oscar Perdomo Gamboa, Dagoberto Páramo Morales, Tiberio Murcia Godoy, Álvaro Cuartas Coymat.
Los pintores Darío Ortiz Vidales, Darío Jiménez, Jorge Elías Triana, Darío Ortiz Robledo, Carlos Granada, Julio Fajardo, Carlos Alfonso Vargas;
Los historiadores Eduardo Santa, Gonzalo Sánchez, Hermes Tovar Pinzón, Hernán Clavijo, Tiberio Murcia Godoy, Álvaro Cuartas Coymat.
Tierra de juristas como José Joaquín Caicedo Castilla, Antonio Rocha Alvira, Alfonso Reyes Echandía, Alberto Camacho Angarita, Carlos Peláez Trujillo, Ricardo Bonilla Gutiérrez, Guillermo González Charry, Jaime Vidal Perdomo, Hernando Franco Idárraga, José Ignacio Narváez, Francisco Yezid Triana, Miguel Ángel García, Luis Fernando Alvarado, Jaime Orlando Santofimio, Carlos Ariel Sánchez, Alfonso Gómez Méndez, Germán G. Góngora, Eduardo Montealegre Lynnet, Augusto Trujillo Muñoz, Simón de la Pava Salazar, Leovigildo Bernal Andrade, César Castro Perdomo, Cesáreo Rocha Ochoa, Ernesto Rengifo García y Flavio Rodríguez Arce entre otros.
En el Tolima han nacido investigadores científicos de gran prestigio en diferentes áreas del conocimiento: Manuel Elkin Patarroyo, Eduardo Aldana Valdés, Dagoberto Páramo Morales.

## Gastronomía

### Lechona

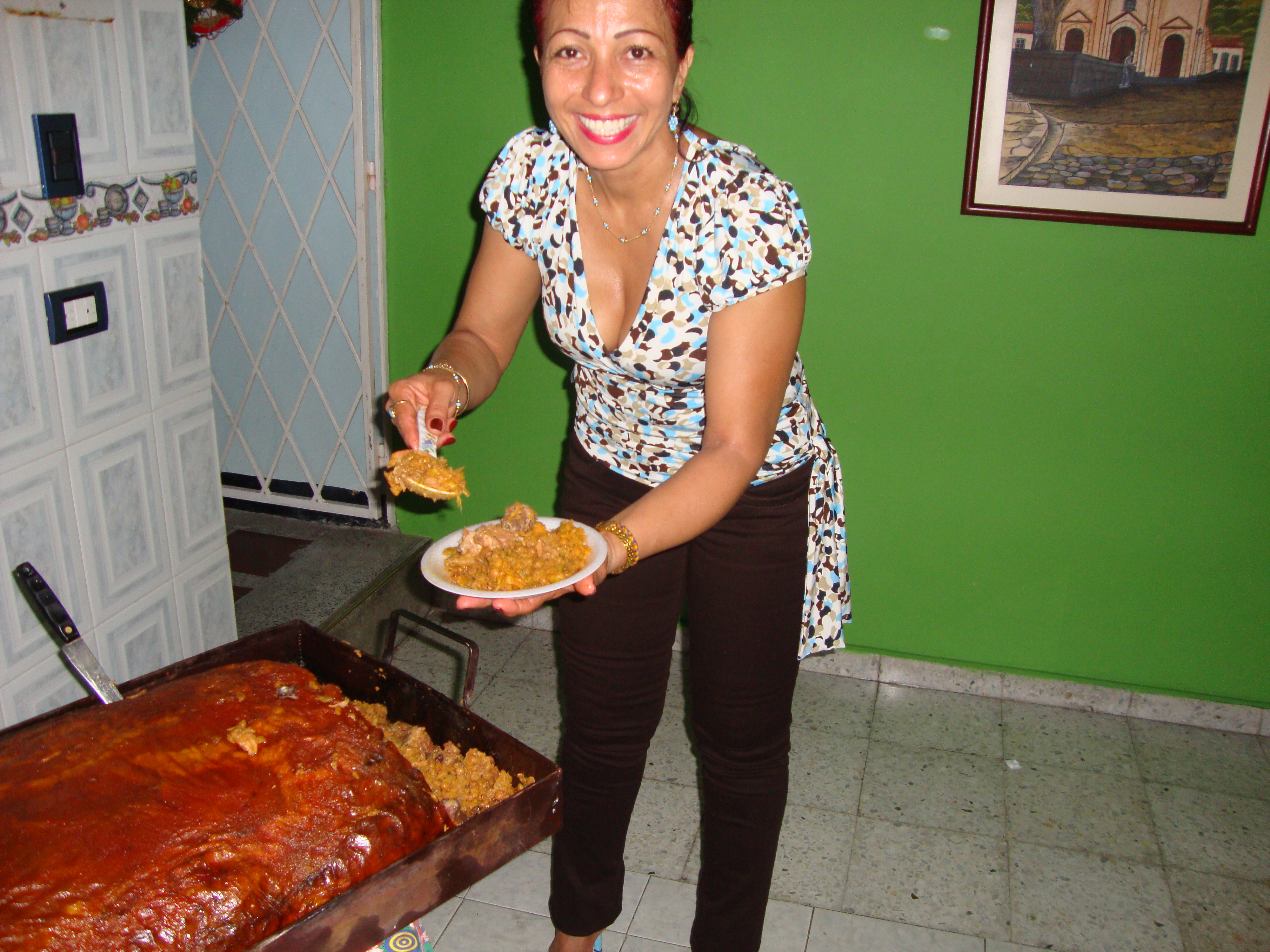
Mujer tolimense con lechona.

Entre las comidas típicas, una de la más famosa es la lechona. Un plato a base de la carne de un lechón o cerdo relleno de arvejas, mezclado dentro del mismo lechón. Este se hornea, quedando el dorado y tostado el cuero del lechón. Se sirve con una porción del cuero y ocasionalmente con insulso, una especie de natilla hecha con harina de trigo y un poco de azúcar. Para finalizar el plato de lechona se sirve idealmente en hoja de Bijao, similar a la hoja de plátano, pasada por la llama aunque esta hoja no es comestible.

### Tamal tolimense
Consiste en una preparación de arvejas secas, carnes de res, gallina y cerdo, huevo, papa, zanahoria y condimentos. El envoltorio de la mezcla se hace con hojas de plátano que además de constituir su característica presentación, también contribuye al sabor del plato. Se acompaña tradicionalmente con chocolate y arepa blanca, almojábanas, achiras o pandeyucas.
La Alcaldía de Ibagué mediante el Decreto 265 de 2002 declaró el 24 de junio el día del tamal, como festejo del día de San Juan.

### Sancocho de gallina
Es una sopa típica cocinada en fogón de leña que se compone de pierna pernil de gallina, plátano verde, yuca, papa, arracacha, ahuyama, guiso de tomate y cebolla larga, mazorca, ajo y cilantro. Se puede acompañar con arroz y aguacate.

### Morcillas
Son embutidos hechos a base de sangre líquida y tripas de cerdo para rellenar, cilantro, plantas como hierbabuena y poleo, sal, pimienta, arroz y arveja. Se sirven en asados y reuniones al aire libre, acompañados con chorizo, papa criolla o salada, guacamole, arepas y mazorca.